# Chipre no Festival Eurovisão da Canção
O Chipre fez a sua estreia no Festival Eurovisão da Canção 1981, tendo alcançado o seu melhor resultado em 2018, quando a canção "Fuego", interpretada por Eleni Foureira, ficou classificada em 2º lugar.

## Galeria

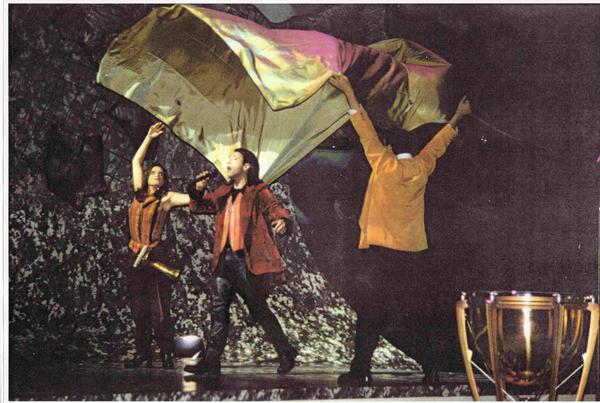
Alex Panayi em Dublin (1995)
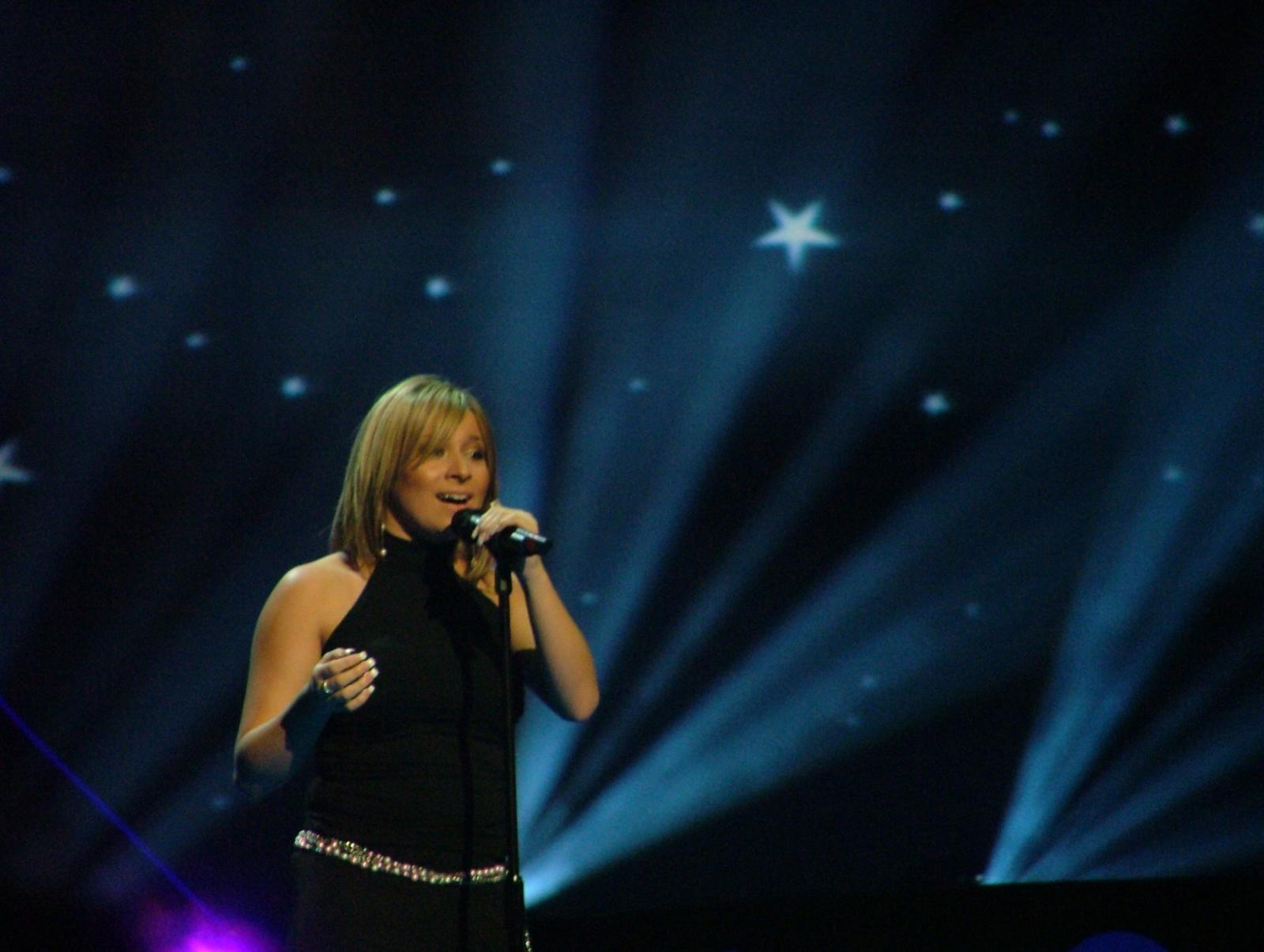
Lisa Andreas em Istambul (2004)
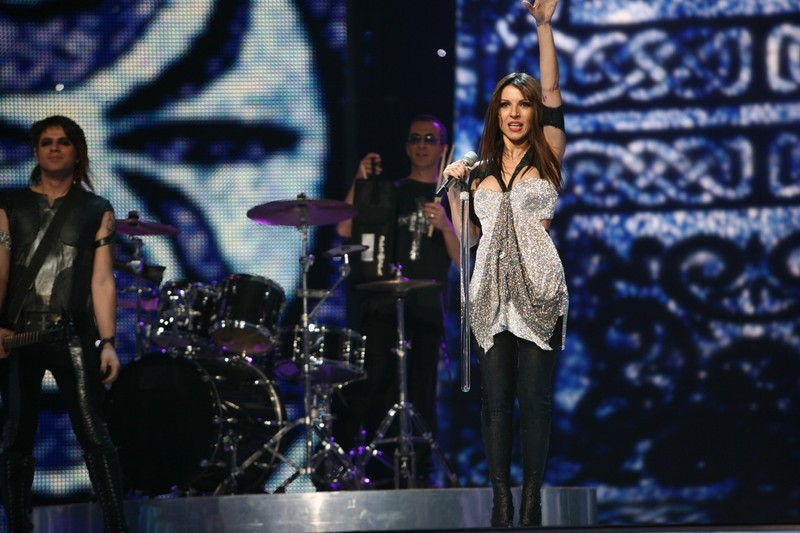
Evridiki em Helsínquia (2007)
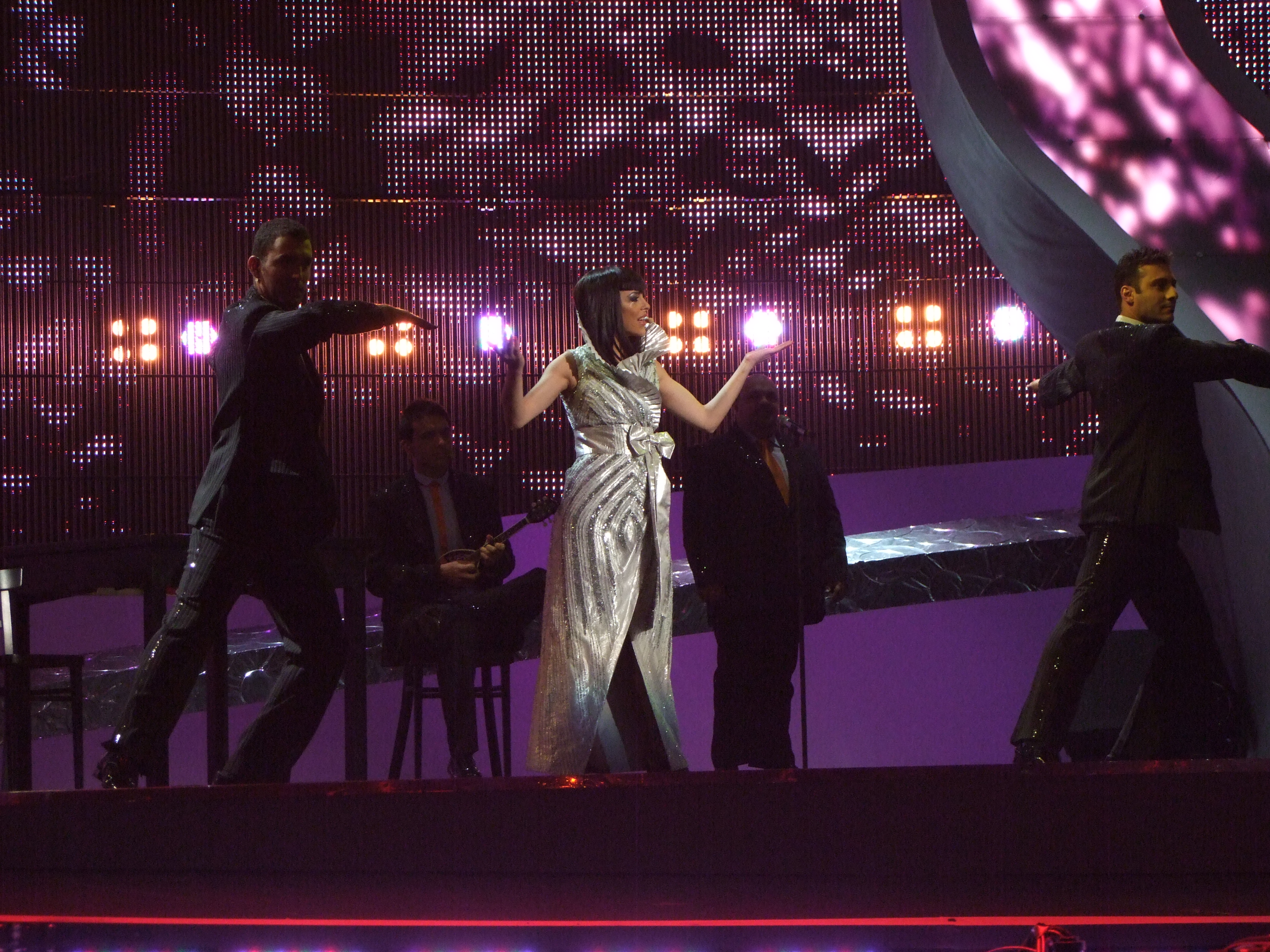
Evdokia Kadi em Belgrado (2008)
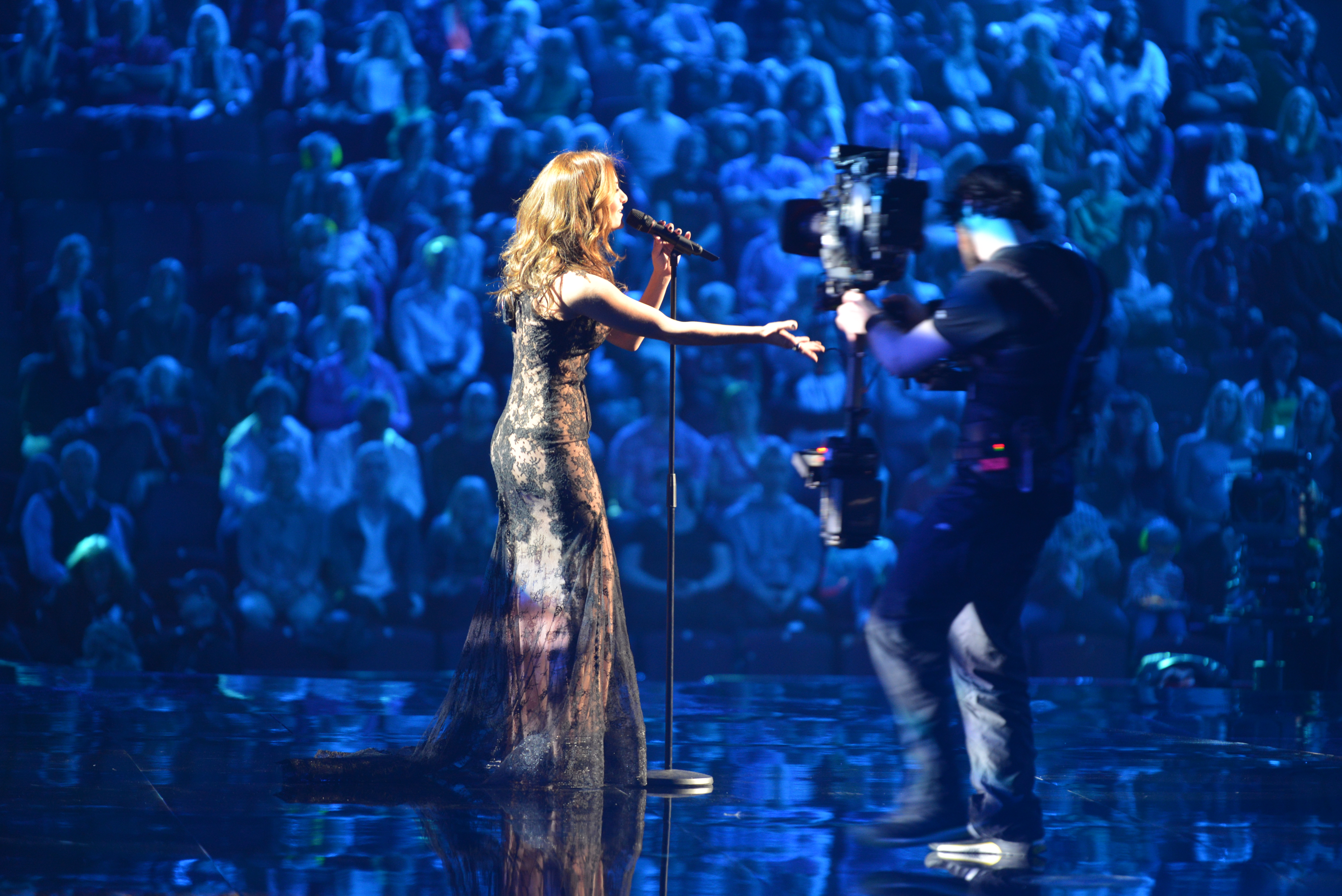
Despina Olympiou em Malmö (2013)
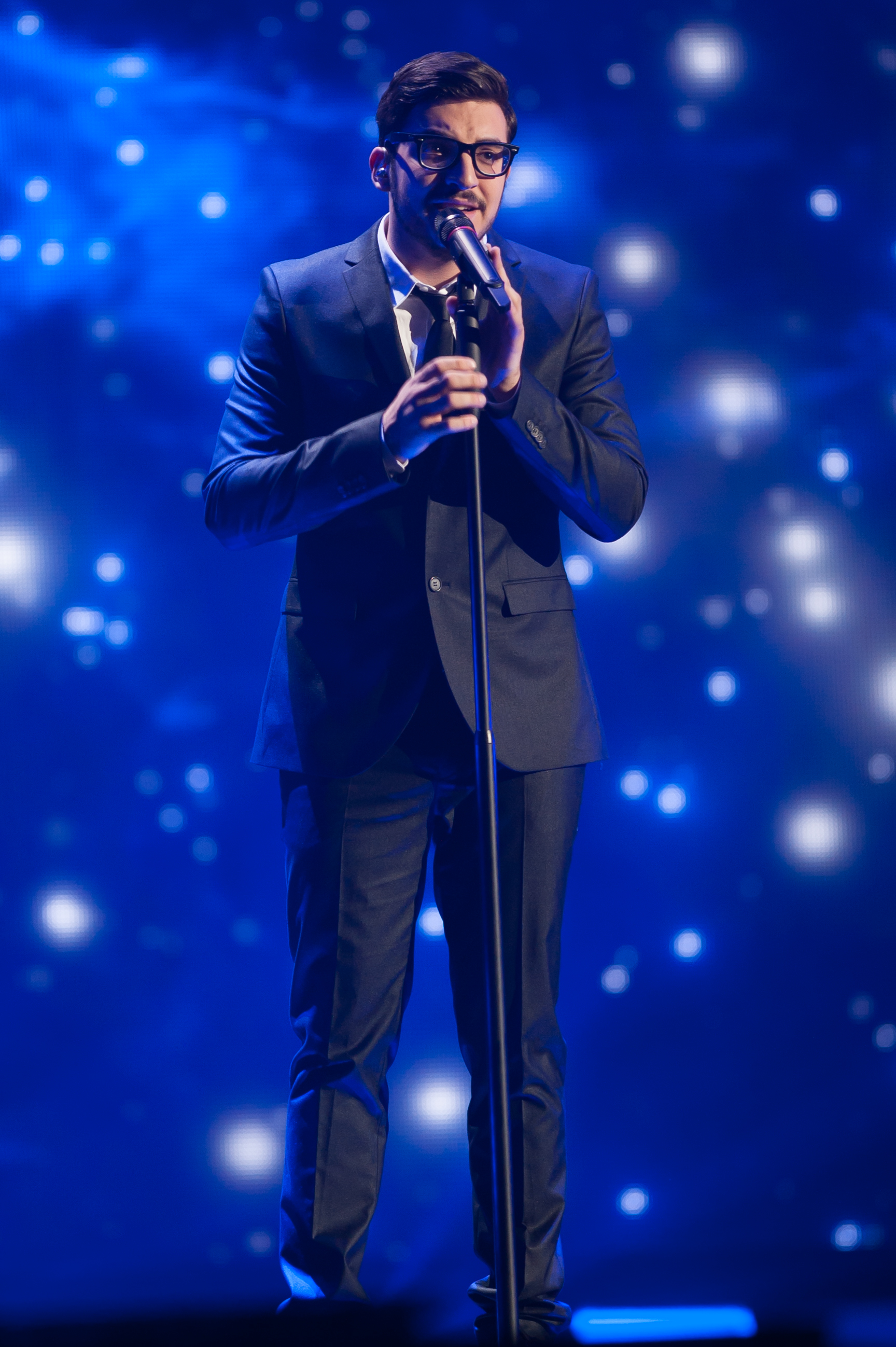
Giannis Karagiannis em Viena (2015)
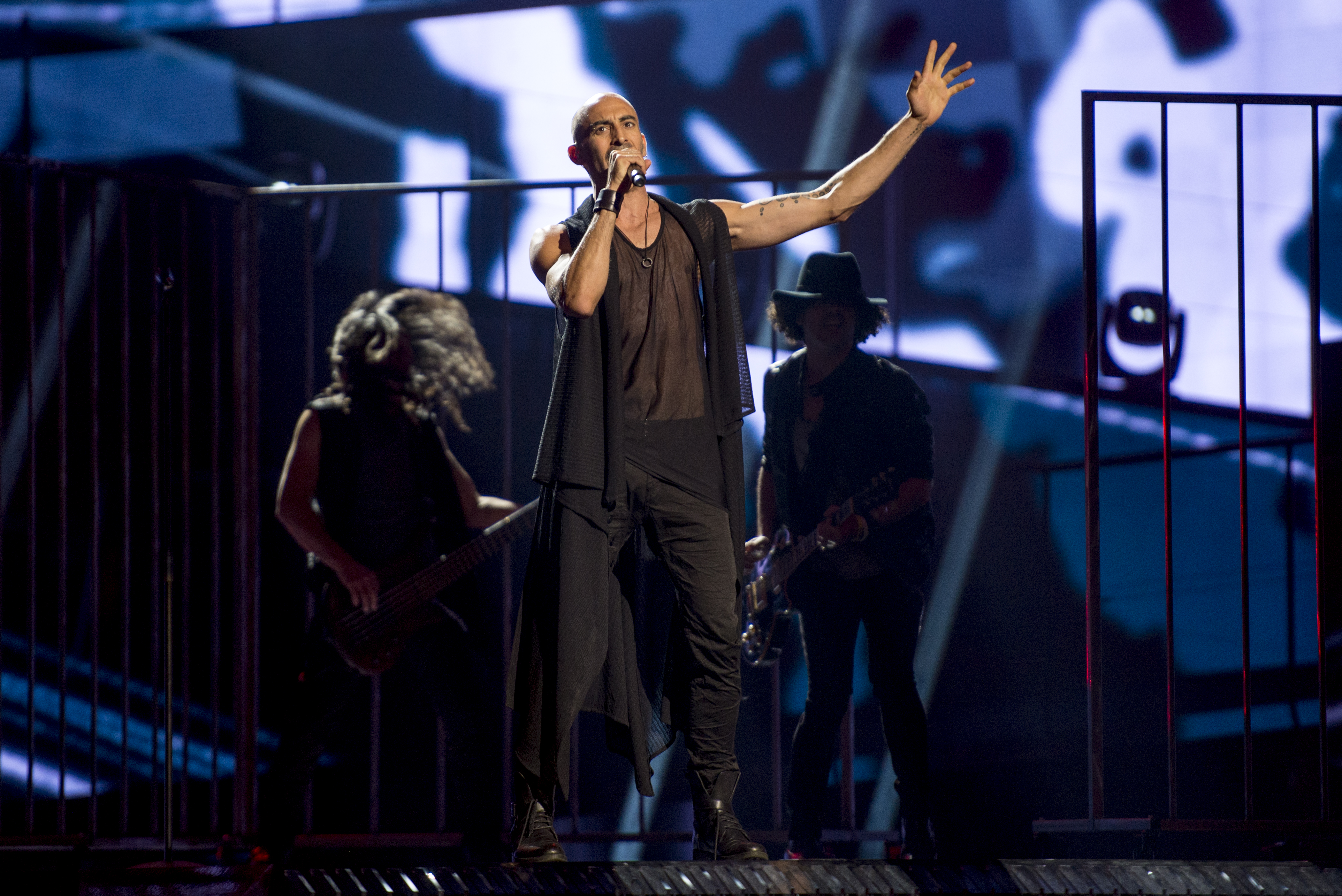
Minus One em Estocolmo (2016)
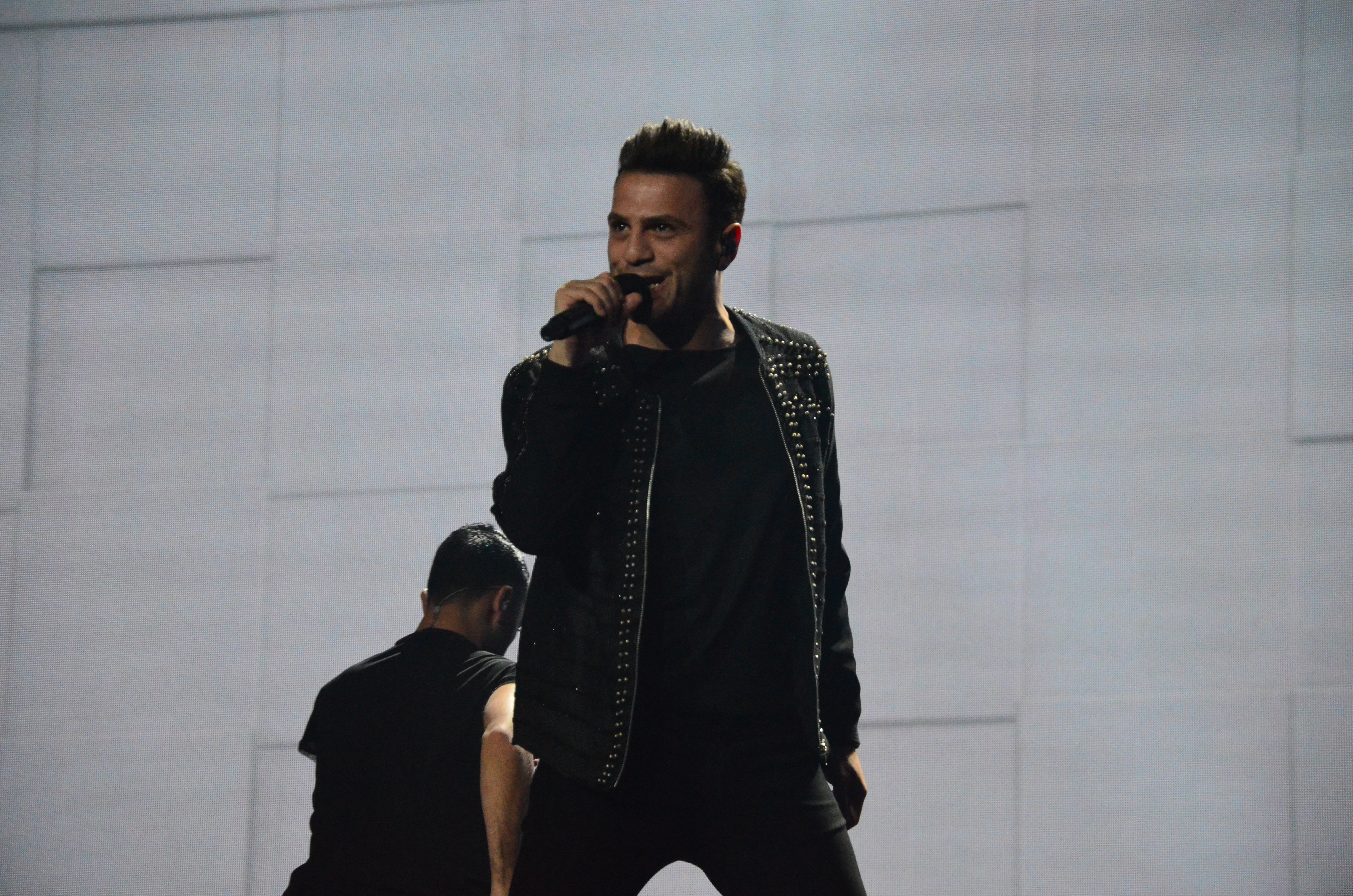
Hovig em Kiev (2017)
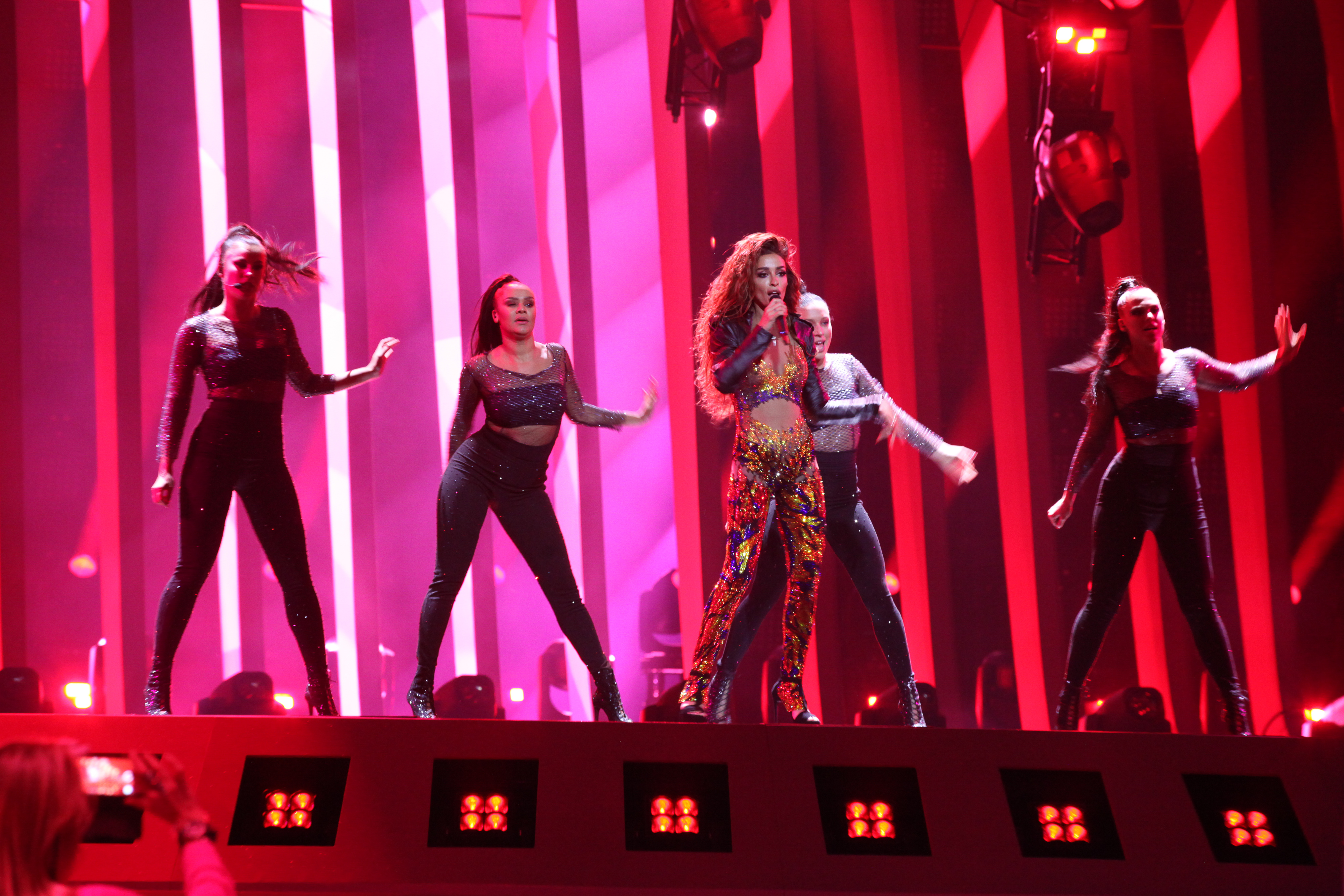
Eleni Foureira em Lisboa (2018)
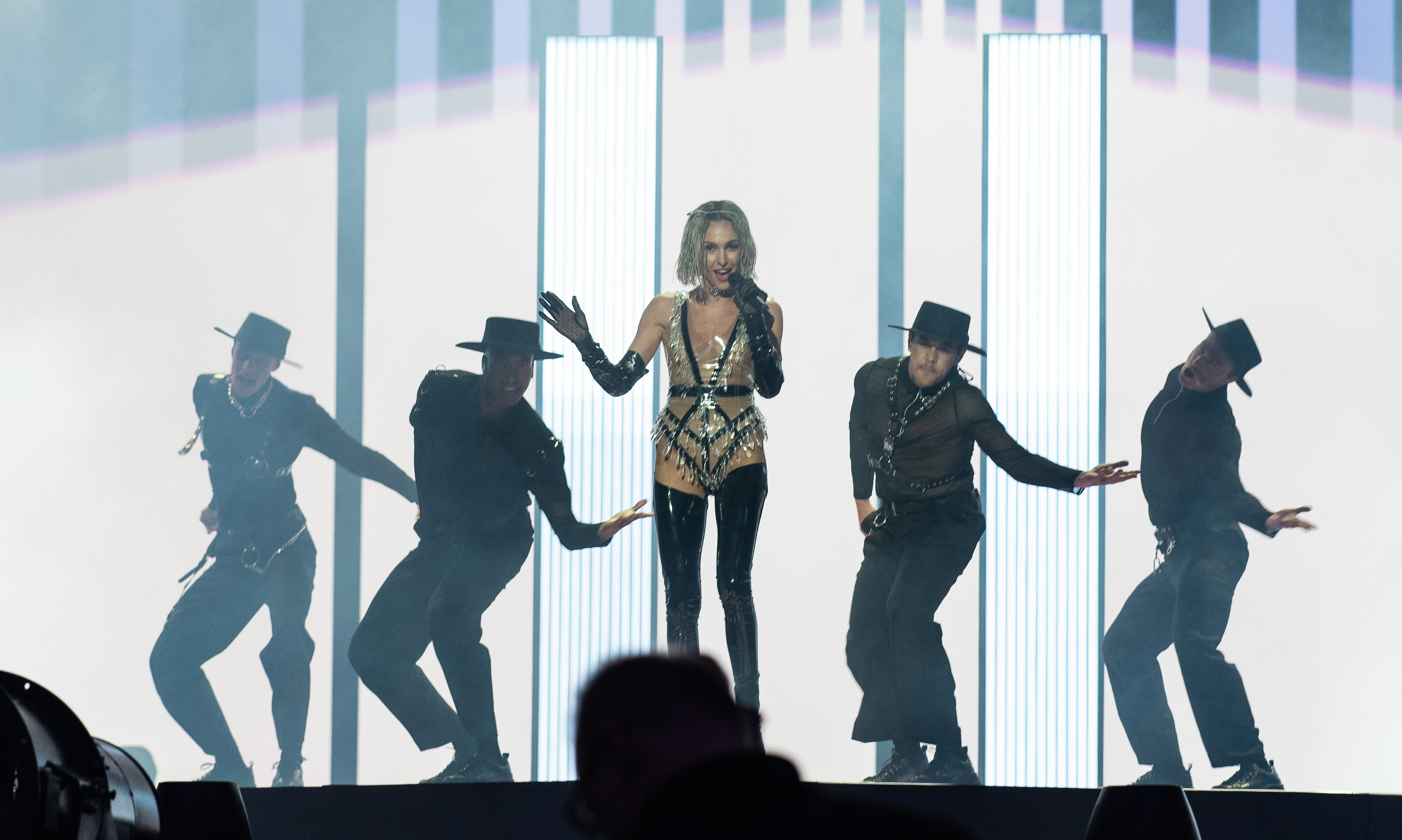
Tamta em Tel Aviv (2019)
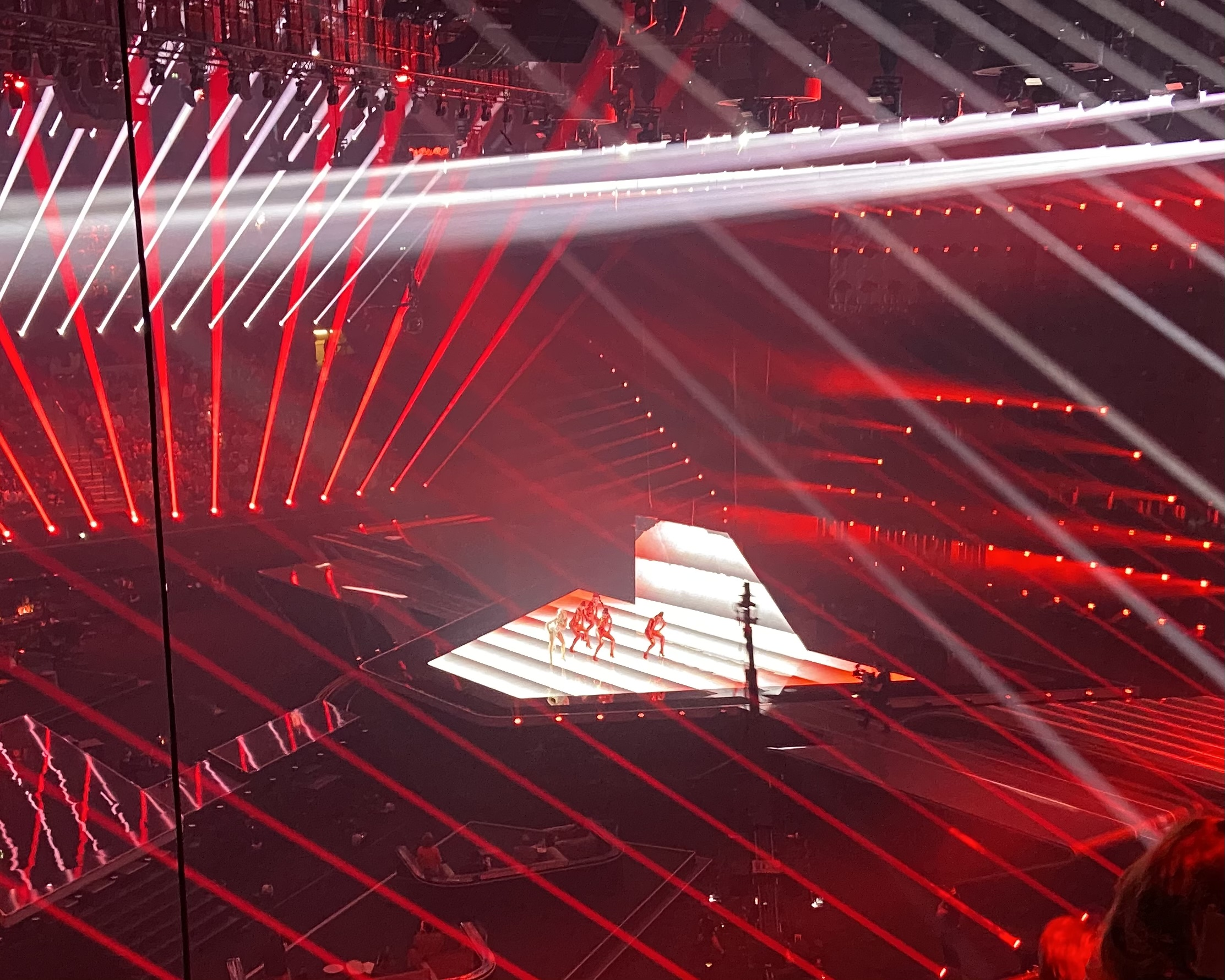
Elena Tsagrinou em Roterdão (2021)
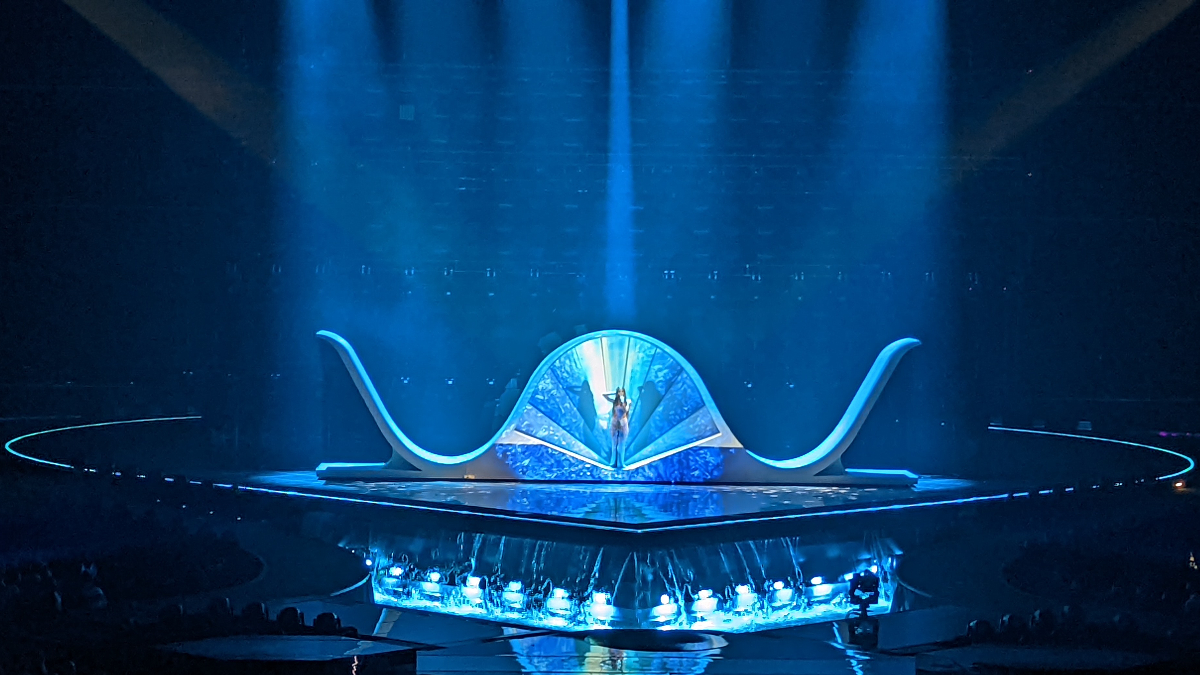
Andromache em Turim (2022)
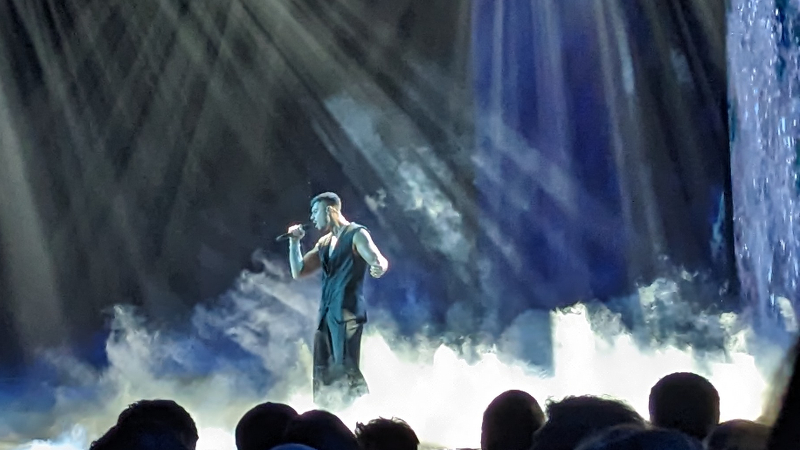
Andrew Lambrou em Liverpool (2023)

## Participações
Legenda
     Vencedor
     2.º lugar
     3.º lugar
     Pontuação Nula ("Null Points")/Último Lugar
     Melhor classificação (fora do top 3)
     Qualificação para a final (fora do top 3)
     País-anfitrião
     Desclassificado
| #   | Ano             | Artista                               | Canção                                                               | Língua           | Final                    | Pontos                   | Semi                        | Pontos                      |
| --- | --------------- | ------------------------------------- | -------------------------------------------------------------------- | ---------------- | ------------------------ | ------------------------ | --------------------------- | --------------------------- |
| 1º  | Dublin 1981     | Island                                | "Monika" (Μόνικα)                                                    | Grego            | 6º                       | 69                       | Sem Semi-Finais             | Sem Semi-Finais             |
| 2º  | Harrogate 1982  | Anna Vissi                            | "Mono i agapi" (Μόνο η αγάπη) Só o amor                              | Grego            | 5º                       | 85                       | Sem Semi-Finais             | Sem Semi-Finais             |
| 3º  | Munique 1983    | Stavros & Constantina                 | "I Agapi Akoma Zi" (Η αγάπη ακόμα ζει) O amor ainda vive             | Grego            | 16º                      | 26                       | Sem Semi-Finais             | Sem Semi-Finais             |
| 4º  | Luxemburgo 1984 | Andy Paul                             | "Anna Maria Lena" (Άννα Μαρία Λένα)                                  | Grego            | 15º                      | 31                       | Sem Semi-Finais             | Sem Semi-Finais             |
| 5º  | Gotemburgo 1985 | Lia Vissi                             | "To katalava arga" (Το κατάλαβα αργά) Dei-me conta tarde             | Grego            | 16º                      | 15                       | Sem Semi-Finais             | Sem Semi-Finais             |
| 6º  | Bergen 1986     | Elpida                                | "Tora Zo" ("ώρα ζω) Agora vivo                                       | Grego            | 20º                      | 4                        | Sem Semi-Finais             | Sem Semi-Finais             |
| 7º  | Bruxelas 1987   | Alexia                                | "Aspro Mavro" (Άσπρο-μαύρο) Branco, preto                            | Grego            | 7º                       | 80                       | Sem Semi-Finais             | Sem Semi-Finais             |
|     | Dublin 1988     | Yiannis Dimitrou & Scott Adams        | "Thimame" (Θυμάμαι) Recordar                                         | Grego            | Retirou-se               | Retirou-se               | Sem Semi-Finais             | Sem Semi-Finais             |
| 8º  | Lausanne 1989   | Giannis Savvidakis & Phani Polymeri   | "Apopse as vrethume" (Απόψε ας βρεθούμε) Encontremo-nos esta noite   | Grego            | 11º                      | 51                       | Sem Semi-Finais             | Sem Semi-Finais             |
| 9º  | Zagreb 1990     | Haris Anastazio                       | "Milas Poli" (Μιλάς πολύ) Falas demais                               | Grego            | 14º                      | 36                       | Sem Semi-Finais             | Sem Semi-Finais             |
| 10º | Roma 1991       | Elena Patroklou                       | "SOS"                                                                | Grego            | 9º                       | 60                       | Sem Semi-Finais             | Sem Semi-Finais             |
| 11º | Malmö 1992      | Evridiki                              | "Teriazoume" (Ταιριάζουμε) Combinamos                                | Grego            | 11º                      | 57                       | Sem Semi-Finais             | Sem Semi-Finais             |
| 12º | Millstreet 1993 | Kyriakos Zympoulakis & Dimos Van Beke | "Mi Stamatas" (Μη σταματάς) Não pares                                | Grego            | 19º                      | 17                       | Kvalifikacija za Millstreet | Kvalifikacija za Millstreet |
| 13º | Dublin 1994     | Evridiki                              | "Ime Anthropos Ki Ego (Είμαι άνθρωπος κι εγώ) Eu também sou humana   | Grego            | 11º                      | 51                       | Sem Semi-Finais             | Sem Semi-Finais             |
| 14º | Dublin 1995     | Alex Panayi                           | "Sti Fotia" (Στη φωτιά) No fogo                                      | Grego            | 9º                       | 79                       | Sem Semi-Finais             | Sem Semi-Finais             |
| 15º | Oslo 1996       | Constantinos                          | "Mono Yia Mas" (Μόνο για μας) Só para nós                            | Grego            | 9º                       | 72                       | 15º                         | 42                          |
| 16º | Dublin 1997     | Hara & Andreas Constantinou           | "Mana Mou" (Μάνα μου) Terra-mãe                                      | Grego            | 5º                       | 98                       | Sem Semi-Finais             | Sem Semi-Finais             |
| 17º | Birmingham 1998 | Michalis Hadjiyiannis                 | "Genesis" (Γένεσις)                                                  | Grego            | 11º                      | 37                       | Sem Semi-Finais             | Sem Semi-Finais             |
| 18º | Jerusalém 1999  | Marlain                               | "Tha 'nai Erotas" (Θα 'ναι έρωτας) Será amor                         | Grego            | 22º                      | 2                        | Sem Semi-Finais             | Sem Semi-Finais             |
| 19º | Estocolmo 2000  | Voice                                 | "Nomiza" (Νόμιζα) Eu acreditei                                       | Grego & Italiano | 21º                      | 8                        | Sem Semi-Finais             | Sem Semi-Finais             |
|     | Copenhaga 2001  | Não participou                        | Não participou                                                       | Não participou   | Não participou           | Não participou           | Sem Semi-Finais             | Sem Semi-Finais             |
| 20º | Tallinn 2002    | One                                   | "Gimme" Dá-me                                                        | Inglês           | 6º                       | 85                       | Sem Semi-Finais             | Sem Semi-Finais             |
| 21º | Riga 2003       | Stelios Constantas                    | "Feeling Alive" Sentindo Vivo                                        | Inglês           | 20º                      | 15                       | Sem Semi-Finais             | Sem Semi-Finais             |
| 22º | Istambul 2004   | Lisa Andreas                          | "Stronger Every Minute" Mais forte a cada minuto                     | Inglês           | 5º                       | 170                      | 5º                          | 149                         |
| 23º | Kiev 2005       | Constantinos Christoforou             | "Ela Ela (Come Baby)" (Ελα Ελα) Vem vem (vem, querida)               | Inglês           | 18º                      | 46                       | Top 12 no ano anterior      | Top 12 no ano anterior      |
| 24º | Atenas 2006     | Annette Artani                        | "Why Angels Cry" Porque é que os anjos choram                        | Inglês           | Não se qualificou        | Não se qualificou        | 15º                         | 57                          |
| 25º | Helsínquia 2007 | Evridiki                              | "Comme Ci, Comme Ça" Assim, assim                                    | Francês          | Não se qualificou        | Não se qualificou        | 15º                         | 65                          |
| 26º | Belgrado 2008   | Evdokia Kadi                          | "Femme Fatale" Mulher fatal                                          | Grego            | Não se qualificou        | Não se qualificou        | 15º                         | 36                          |
| 27º | Moscovo 2009    | Christina Metaxa                      | "Firefly" Pirilampo                                                  | Inglês           | Não se qualificou        | Não se qualificou        | 14º                         | 32                          |
| 28º | Oslo 2010       | Jon Lilygreen & The Islanders         | "Life Looks Better In Spring" A vida parece melhor na Primavera      | Inglês           | 21º                      | 27                       | 10º                         | 67                          |
| 29º | Düsseldorf 2011 | Christos Mylordos                     | "San Aggelos S'agapisa" (Σαν άγγελος σ'αγάπησα) Amei-te como um anjo | Grego            | Não se qualificou        | Não se qualificou        | 18º                         | 16                          |
| 30º | Baku 2012       | Ivi Adamou                            | "La La Love" La la Amor                                              | Inglês           | 16º                      | 65                       | 7º                          | 91                          |
| 31º | Malmö 2013      | Despina Olympiou                      | "An me thimase" (Αν με θυμάσαι) Se te lembras de mim                 | Grego            | Não se qualificou        | Não se qualificou        | 15º                         | 11                          |
|     | Copenhaga 2014  | Não participou                        | Não participou                                                       | Não participou   | Não participou           | Não participou           | Não participou              | Não participou              |
| 32º | Viena 2015      | Giannis Karagiannis                   | "One Thing Should Have Done" Uma coisa que eu deveria ter feito      | Inglês           | 22º                      | 11                       | 6º                          | 87                          |
| 33º | Estocolmo 2016  | Minus One                             | "Alter Ego"                                                          | Inglês           | 21º                      | 96                       | 8º                          | 164                         |
| 34º | Kiev 2017       | Hovig                                 | "Gravity" Gravidade                                                  | Inglês           | 21º                      | 68                       | 5º                          | 164                         |
| 35º | Lisboa 2018     | Eleni Foureira                        | "Fuego" Fogo                                                         | Inglês           | 2º                       | 436                      | 2º                          | 262                         |
| 36º | Tel Aviv 2019   | Tamta                                 | "Replay" Repetição                                                   | Inglês           | 13º                      | 109                      | 9º                          | 149                         |
|     | Roterdão 2020   | Sandro                                | "Running" Correndo                                                   | Inglês           | A edição não se realizou | A edição não se realizou | A edição não se realizou    | A edição não se realizou    |
| 37º | Roterdão 2021   | Elena Tsagrinou                       | "El diablo" O Diabo                                                  | Inglês           | 16º                      | 94                       | 6º                          | 170                         |
| 38º | Turim 2022      | Andromache                            | "Ela" (Έλα) Vem                                                      | Inglês & Grego   | Não se qualificou        | Não se qualificou        | 12º                         | 63                          |
| 39º | Liverpool 2023  | Andrew Lambrou                        | "Break a Broken Heart" Parte um coração partido                      | Inglês           | 12º                      | 126                      | 7º                          | 94                          |
| 40º | Malmö 2024      | Silia Kapsis                          | "Liar" Mentiroso                                                     | Inglês           | 15º                      | 78                       | 6º                          | 67                          |
| 41º | Basileia 2025   | Theo Evan                             | "Shh"                                                                | Inglês           | Não se qualificou        | Não se qualificou        | 11º                         | 44                          |

| Ano             | Artista                       | Canção                        | Final             | Final             | Final             | Final             | Final             | Final             | Semi            | Semi            | Semi            | Semi            | Semi | Semi   |
| Ano             | Artista                       | Canção                        | Tlv.              | Pontos            | Júri              | Pontos            | Cl.               | Pontos            | Tlv.            | Pontos          | Júri            | Pontos          | Cl.  | Pontos |
| --------------- | ----------------------------- | ----------------------------- | ----------------- | ----------------- | ----------------- | ----------------- | ----------------- | ----------------- | --------------- | --------------- | --------------- | --------------- | ---- | ------ |
| Moscovo 2009    | Christina Metaxa              | "Firefly"                     | Não se qualificou | Não se qualificou | Não se qualificou | Não se qualificou | Não se qualificou | Não se qualificou | Apenas televoto | Apenas televoto | Apenas televoto | Apenas televoto | 14º  | 32     |
| Oslo 2010       | Jon Lilygreen & The Islanders | "Life Looks Better In Spring" | 23º               | 16                | 18º               | 57                | 21º               | 27                | 10º             | 53              | 9º              | 79              | 10º  | 67     |
| Düsseldorf 2011 | Christos Mylordos             | "San Aggelos S'agapisa"       | Não se qualificou | Não se qualificou | Não se qualificou | Não se qualificou | Não se qualificou | Não se qualificou | 18º             | 23              | 17º             | 24              | 18º  | 16     |
| Baku 2012       | Ivi Adamou                    | "La La Love"                  | 15º               | 63                | 12º               | 85                | 16º               | 65                | 6º              | 99              | 4º              | 90              | 7º   | 91     |
| Malmö 2013      | Despina Olympiou              | "An me thimase"               | Não se qualificou | Não se qualificou | Não se qualificou | Não se qualificou | Não se qualificou | Não se qualificou | 14º             | 12.00           | 12º             | 9.47            | 15º  | 11     |
| Viena 2015      | Giannis Karagiannis           | "One Thing Should Have Done"  | 23º               | 8                 | 9º                | 63                | 22º               | 11                | 8º              | 80              | 8º              | 76              | 6º   | 87     |
| Estocolmo 2016  | Minus One                     | "Alter Ego"                   | 15º               | 53                | 20º               | 43                | 21º               | 96                | 6º              | 93              | 9º              | 71              | 8º   | 164    |
| Kiev 2017       | Hovig                         | "Gravity"                     | 14º               | 32                | 20º               | 36                | 21º               | 68                | 5º              | 103             | 10º             | 61              | 5º   | 164    |
| Lisboa 2018     | Eleni Foureira                | "Fuego"                       | 2º                | 253               | 5º                | 183               | 2º                | 436               | 1º              | 173             | 6º              | 89              | 2º   | 262    |
| Tel Aviv 2019   | Tamta                         | "Replay"                      | 20º               | 32                | 11º               | 77                | 13º               | 109               | 10º             | 54              | 4º              | 95              | 9º   | 149    |
| Roterdão 2021   | Elena Tsagrinou               | "El diablo"                   | 15º               | 44                | 16º               | 50                | 16º               | 94                | 7º              | 78              | 5º              | 92              | 6º   | 170    |
| Turim 2022      | Andromache                    | "Ela"                         | Não se qualificou | Não se qualificou | Não se qualificou | Não se qualificou | Não se qualificou | Não se qualificou | 9º              | 54              | 18º             | 9               | 12º  | 63     |
| Liverpool 2023  | Andrew Lambrou                | "Break a Broken Heart"        | 11º               | 58                | 13º               | 68                | 12º               | 126               | Apenas televoto | Apenas televoto | Apenas televoto | Apenas televoto | 7º   | 94     |
| Malmö 2024      | Silia Kapsis                  | "Liar"                        | 12º               | 44                | 16º               | 34                | 15º               | 78                | Apenas televoto | Apenas televoto | Apenas televoto | Apenas televoto | 6º   | 67     |
| Basileia 2025   | Theo Evan                     | "Shh"                         | Não se qualificou | Não se qualificou | Não se qualificou | Não se qualificou | Não se qualificou | Não se qualificou | Apenas televoto | Apenas televoto | Apenas televoto | Apenas televoto | 11º  | 44     |

## Comentadores e porta-vozes
| Ano(s) | Comentador televisivo                | Porta-voz                 |
| ------ | ------------------------------------ | ------------------------- |
| 1981   | Fryni Papadopoulou                   | Anna Partelidou           |
| 1982   | Fryni Papadopoulou                   | Anna Partelidou           |
| 1983   | Fryni Papadopoulou                   | Anna Partelidou           |
| 1984   | Pavlos Pavlou                        | Anna Partelidou           |
| 1985   | Themis Themistokleous                | Anna Partelidou           |
| 1986   | Neophytos Taliotis                   | Anna Partelidou           |
| 1987   | Fryni Papadopoulou                   | Anna Partelidou           |
| 1988   | Sem transmissão                      | Não participou            |
| 1989   | Neophytos Taliotis                   | Anna Partelidou           |
| 1990   | Neophytos Taliotis                   | Anna Partelidou           |
| 1991   | Evi Papamichail                      | Anna Partelidou           |
| 1992   | Evi Papamichail                      | Anna Partelidou           |
| 1993   | Evi Papamichail                      | Anna Partelidou           |
| 1994   | Evi Papamichail                      | Anna Partelidou           |
| 1995   | Neophytos Taliotis                   | Andreas Iakovidis         |
| 1996   | Evi Papamichail                      | Marios Skordis            |
| 1997   | Evi Papamichail                      | Marios Skordis            |
| 1998   | Evi Papamichail                      | Marina Maleni             |
| 1999   | Evi Papamichail                      | Marina Maleni             |
| 2000   | Evi Papamichail                      | Loukas Hamatsos           |
| 2001   | Evi Papamichail                      | Não participou            |
| 2002   | Evi Papamichail                      | Melani Steliou            |
| 2003   | Evi Papamichail                      | Loukas Hamatsos           |
| 2004   | Evi Papamichail                      | Loukas Hamatsos           |
| 2005   | Evi Papamichail                      | Melani Steliou            |
| 2006   | Evi Papamichail                      | Constantinos Christoforou |
| 2007   | Vaso Komninou                        | Giannis Haralambous       |
| 2008   | Melina Karageorgiou                  | Hristina Marouhou         |
| 2009   | Melina Karageorgiou                  | Sophia Paraskeva          |
| 2010   | Melina Karageorgiou                  | Christina Metaxa          |
| 2011   | Melina Karageorgiou                  | Loukas Hamatsos           |
| 2012   | Melina Karageorgiou                  | Loukas Hamatsos           |
| 2013   | Melina Karageorgiou                  | Loukas Hamatsos           |
| 2014   | Melina Karageorgiou                  | Não participou            |
| 2015   | Melina Karageorgiou                  | Loukas Hamatsos           |
| 2016   | Melina Karageorgiou                  | Loukas Hamatsos           |
| 2017   | Tasos Tryfonos e Christiana Artemiou | Loukas Hamatsos           |
| 2018   | Costas Constantinou e Vaso Komninou  | Hovig                     |

## Maestros
| Ano(s) | Maestro                  |
| ------ | ------------------------ |
| 1981   | Michael Rozakis          |
| 1982   | Martyn Ford              |
| 1983   | Michael Rozakis          |
| 1984   | Pierre Cao               |
| 1985   | Charis Andreadis         |
| 1986   | Martyn Ford              |
| 1987   | Jo Carlier               |
| 1988   | Não participou           |
| 1989   | Charis Andreadis         |
| 1990   | Stanko Selak             |
| 1991   | Alexander Kirov Zografov |
| 1992   | George Theophanous       |
| 1993   | George Theophanous       |
| 1994   | George Theophanous       |
| 1995   | George Theophanous       |
| 1996   | Stavros Lantsias         |
| 1997   | Stavros Lantsias         |
| 1998   | Costas Cacogiannis       |

## Historial de votação
| Chipre deu mais pontos a: | Chipre deu mais pontos a: | Chipre deu mais pontos a: |
| Rank                      | País                      | Pontos                    |
| ------------------------- | ------------------------- | ------------------------- |
| 1                         | Grécia                    | 399                       |
| 2                         | Rússia                    | 149                       |
| 3                         | Suécia                    | 144                       |
| 4                         | Espanha                   | 112                       |
| 5                         | Arménia                   | 107                       |

| Chipre recebeu mais pontos de: | Chipre recebeu mais pontos de: | Chipre recebeu mais pontos de: |
| Rank                           | País                           | Pontos                         |
| ------------------------------ | ------------------------------ | ------------------------------ |
| 1                              | Grécia                         | 357                            |
| 2                              | Reino Unido                    | 141                            |
| 3                              | Islândia                       | 95                             |
| 4                              | Malta                          | 91                             |
| 5                              | Finlândia                      | 89                             |

## Prémios Marcel Bezençon
| Ano  | Canção                  | Compositor(es) Letra (l) / Música (m) | Artista      | Resultado na final | Pontos | Anfitriã |
| ---- | ----------------------- | ------------------------------------- | ------------ | ------------------ | ------ | -------- |
| 2004 | "Stronger Every Minute" | Mike Konnaris (m & l)                 | Lisa Andreas | 5º                 | 170    | Istambul |